# Jaromír Možíš
Jaromír Možíš (1911–1987) byl český právník a komunální politik, po druhé světové válce předseda MNV Přerova.

## Biografie
Působil jako advokát v Přerově a v letech 1945–1947 jako předseda MNV Přerova. Do funkce usedl poté, co v říjnu 1945 na post v čele MNV rezignoval Jiří Kárný. Možíše do funkce navrhla Komunistická strana Československa. Byl do ní potvrzen znovu v červenci 1946. V červenci 1947 oznámil svou rezignaci s tím, že rostoucí agenda jeho advokátní kanceláře mu neumožňuje se plně soustředit na výkon funkce v čele radnice.
Roku 1959 byl v politickém procesu odsouzen k půldruhému roku vězení a po propuštění mohl pracovat jen jako dělník. Jeho synem je bývalý fotbalista Jaromír Možíš.